# 박문재 (1922년)
박문재(1922년 9월 14일 ~ )는 대한민국의 비전향 장기수이다.

## 생애
경기도 개성 출신이다. 어릴 때 부모와 헤어져 외가에서 성장하다가, 1937년에 중국 지린성의 창춘으로 건너갔다. 그 곳에서 4년제 신징실업학교를 다녔다. 이때 만주에서 활동 중이던 언론인 겸 시인 박팔양과 만나 그의 양자가 되었다.
태평양 전쟁 종전 직전에 학병으로 징집되었으나 달아났고, 이때문에 개성형무소에 수감되어 있다가 전쟁이 일본 제국의 패배로 끝나자 풀려났다. 이후 박문재는 소군정 지역인 평양으로 들어갔다. 양아버지인 박팔양은 로동신문 전신인 정로의 초대 편집국장을 거쳐 로동신문에서 근무하고 있었다. 박문재는 김일성종합대학 신문학과를 졸업하고 로동신문 기자가 되었다.
1950년 6월 25일에 한국 전쟁이 발발하자, 사흘 후인 6월 28일에 조선인민군 소속인 8·15유격부대의 정치장교로 발탁되어 참전했다. 대한민국 영역으로 들어왔다가 전세가 역전되어 후퇴길이 막히면서 계룡산 일대에서 파르티잔 활동을 벌이던 중, 1953년 3월에 체포되었다. 비상조치령에 따라 징역 15년형을 선고받았다.
약 8년 동안 복역하고 1963년에 특사로 출소하여 가정을 이루고 3남매를 낳았다. 그러나 1979년에 재일교포 간첩 사건이 적발되면서 주범과 서신을 주고 받은 것이 밝혀져 간첩죄로 다시 수감, 사형을 선고받았다. 박문재는 이 재일교포가 자신의 중학교 은사였기에 개인적인 편지 왕래였다고 주장했다. 무기징역형으로 감형되어 1993년에 다시 출소했다.
두 번째로 감옥에 들어간 사이 부인과는 이혼하고 자녀들의 외면을 받아 부산의 양로원에서 혼자 지냈으며, 2000년 6·15 남북 공동선언에 의해 조선민주주의인민공화국으로 송환되고 조국통일상을 수여받았다. 박문재는 애국렬사릉에 묻힌 박팔양과 함께 대를 이어 충성한 인물로 크게 선전되었고, 〈사랑도 대를 이어 충성도 대를 이어〉라는 제목으로 시를 발표하기도 했다.

## 같이 보기
- 박팔양

## 참고 자료
- 안영기 외 13인 (2003). 〈절세의 위인, 운명의 태양을 우러르며 (박문재)〉. 《신념과 의지의 강자들 -  비전향 장기수들의 수기 3》. 평양: 평양출판사.
- 김수진 (2000년 8월 21일). “[북송 비전향 장기수 남기고 싶은 이야기] <1> 정치장교 박문재”. 부산일보. 2008년 8월 15일에 확인함. |제목=에 지움 문자가 있음(위치 1) (도움말)[깨진 링크(과거 내용 찾기)]